# Urville (Aube)
 Urville  es una localidad y comuna de Francia, en la región de Champaña-Ardenas, departamento de Aube, en el distrito y cantón de Bar-sur-Aube.
Su población en el censo de 1999 era de 148 habitantes.
Está integrada en la Communauté de communes de la Région de Bar-sur-Aube.
Urville tiene el ingreso promedio por hogar más alto de Francia, con €142.888 al año (en 2020).

## Demografía
| 166 | 172 | 166 | 188 | 177 | 148 |
| Para los censos de 1962 a 1999 la población legal corresponde a la población sin duplicidades (Fuente: INSEE [Consultar]) |     |     |     |     |     |